# Toshio Asakura
Toshio Asakura (jap. 朝倉利夫 Asakura Toshio; ur. 19 lipca 1956) - japoński zapaśnik w stylu wolnym.
Sześciokrotny uczestnik mistrzostw świata, zdobył trzy medale. Złoto w 1981, srebro w 1983 i brąz 1979. Pierwszy na igrzyskach azjatyckich w 1982, trzeci w 1986 i czwarty w 1990. Zdobył trzy medale mistrzostw Azji. Złoto w 1981 i 1983 w stylu klasycznym. Srebro w stylu wolnym w 1983. W 1981 roku został wicemistrzem super-mistrzostw świata.